# Архар
Архарът (Ovis ammon), известен още като планински овен или аргали, е дива овца, разпространена в планините на Средна Азия.

## Класификация
В по-старите източници муфлоните се определят като подвидове планински овни (Ovis ammon musimon), но след съвременни генетични изследвания това мнение не намира потвърждение. Все пак класификацията на азиатските муфлони, известни като уриали (Ovis [orientalis] vignei), е все още спорна. Според скорошни генетични изследвания бухарските уриали (O. vignei bochariensis) попадат в обща група с O. ammon ammon и O. ammon darwini, а транскаспийските уриали (O. vignei arkal) с казахстанските архари (Ovis ammon collium) и O. ammon nigrimontana.

## Физическа характеристика
Архарът е най-едрият вид от род Овце. Тялото му е стройно, високопоставено с дължина до 2 м и височина в холката до 1,2 м. Тежи до 140 кг. Мъжките имат големи спираловидно извити рога с извити нагоре и встрани върхове, като общата им дължина може да достигне почти два метра. Женските са много по-дребни, с по-къси и тънки рога. Окраската на козината варира при различните подвидове и според сезона от пясъчно жълтеникаво до тъмно сиво-кафяво.

## Начин на живот и хранене
Планинските овни обитават предпланински и планински райони на надморска височина между 1300 и 6000 м, като предпочитат откритите пространства – високопланински степи и долини със скалисти възвишения. Живеят на стада от няколко до стотина животни, като мъжките обикновено образуват отделни стада. За разлика от муфлоните, архарите, особено мъжките, извършват големи сезонни миграции в търсене на храна. Благодарение на дългите си крака те се придвижват бързо и на големи разстояния. Живеят 5 – 10 години.

## Размножаване
След 5 – 6 месечна бременност женската ражда 1, рядко 2 малки.

## Природозащитен статус
Архарът е вписан в Червения списък на световнозастрашените видове на IUCN като почти застрашен вид. Основна причина за намаляването на неговата численост е ловът заради месото и рогата, които са не само ценен ловен трофей, но се използват и в алтернативната медицина.